# Isostigma
Isostigma là một chi thực vật có hoa trong họ Cúc (Asteraceae).

## Loài
Chi Isostigma gồm các loài: